# Blue Flame Building
El Blue Flame Building o El Paso Natural Gas Company Building es un rascacielos en la ciudad de El Paso,  la sexta ciudad más poblada del estado de Texas (Estados Unidos). Fue brevemente el edificio más alto de El Paso después de su finalización en 1954.  Fue diseñado por el estudio de arquitectura Carroll & Daeuble. Está en el Registro Nacional de Lugares Históricos desde el 13 de febrero de 2018. Su característica más singular es la baliza meteorológica de llama de 6,5 metros de altura.

## Historia
Albergó a la Compañía de Gas Natural de El Paso hasta 1996, cuando el Distrito Escolar Independiente de El Paso (EPISD) alojó a los empleados allí durante algunos años. En 2018, el edificio comenzó a someterse a renovaciones que se espera estén terminadas en 2020. La Autoridad de Vivienda de la Ciudad de El Paso compró recientemente el edificio. Actualmente, el edificio está experimentando una renovación importante de 55,3 millones de dólares y el proyecto de uso mixto incluirá oficinas y locales comerciales, y 120 apartamentos para personas de bajos ingresos. La baliza meteorológica también se está renovando y se espera que se vuelva a encender en agosto de 2020.